# Giải thuật Bresenham vẽ đoạn thẳng
Giải thuật vẽ đoạn thẳng của Bresenham  (tiếng Anh: Bresenham's line algorithm) là giải thuật xác định các điểm raster hai chiều cần vẽ để nhận được xấp xỉ gần đúng của đoạn thẳng có hai đầu mút là 2 điểm cho trước. Đây là một trong những thuật toán cổ nhất trong đồ họa máy tính. Thuật toán này được Jack E. Bresenham thiết kế vào năm 1962 tại công ty IBM. Thuật toán được sử dụng rộng rãi, đặc biệt để vẽ đoạn thẳng trên màn hình máy tính. Nó chỉ sử dụng các lệnh cộng trừ số học và lệnh trên pixel, có chi phí rẻ và phù hợp với kiến trúc sơ khai của máy tính. Đây là một trong những giải thuật đồ họa máy tính phát triển sớm nhất. Sự mở rộng của giải thuật này là giải thuật vẽ các đường cong bậc 2.
Mặc dù các giải thuật khác như giải thuật Xiaolin Wu cũng thường được sử dụng trong đồ họa máy tính hiện đại vì có tính năng khử răng cưa (tiếng Anh: antialiasing), nhưng tốc độ và sự đơn giản của giải thuật Bresenham cho thấy nó vẫn còn quan trọng. Giải thuật được tích hợp lên phần cứng như plotter hay lên chip đồ họa của những card đồ họa hiện đại. Nó cũng được tìm thấy trong nhiều phần mềm thư viện đồ họa. Bởi vì giải thuật cực kì đơn giản, nên nó thường được thực hiện cả trong firmware lẫn trong phần cứng của card đồ họa hiện đại.
Ngày nay nhãn hiệu "Bresenham" được dùng cho cả họ giải thuật biến đổi hoặc mở rộng giải thuật Bresenham nguyên thủy. Xin hãy xem thêm phần tham khảo bên dưới.

## Giải thuật Bresenham

Minh họa kết quả của giải thuật Bresenham. (0,0) là điểm trên cùng bên trái.

Đoạn thẳng được vẽ giữa hai điểm (x0,y0) và (x1,y1), trong đó x0, x1 là các tọa độ cột, còn y0,y1 là các tọa độ hàng, số thứ tự của chúng tăng dần từ trái sang phải và từ trên xuống dưới.
Giải thuật ban đầu sẽ được trình bày chỉ cho trường hợp góc phần tám, trong đó đoạn thẳng đi xuống và sang phải (x0≤x1 và y0≤y1), và hình chiếu ngang của nó {\displaystyle x_{1}-x_{0}} dài hơn hình chiếu đứng {\displaystyle y_{1}-y_{0}} (đường thẳng có hệ số góc nhỏ hơn 1 và lớn hơn 0), hay góc nghiêng của đường thẳng so với phương ngang nhỏ hơn 45 độ.
Trong góc phần tám này, với mỗi cột x nằm giữa {\displaystyle x_{0}} và {\displaystyle x_{1}}, có chính xác một hàng y (được tính bởi giải thuật) chứa một pixel của đường thẳng, trong khi đó mỗi hàng nằm giữa {\displaystyle y_{0}} và {\displaystyle y_{1}} có thể chứa nhiều rasterized pixels.
Phương trình tổng quát của đường thẳng đi qua hai điểm:
{\displaystyle {\frac {y-y_{0}}{y_{1}-y_{0}}}={\frac {x-x_{0}}{x_{1}-x_{0}}}.}
Vì chúng ta biết cột = x, nên hàng của pixel - y được tính bằng cách làm tròn giá trị sau đây đến số nguyên gần nhất:
{\displaystyle y={\frac {y_{1}-y_{0}}{x_{1}-x_{0}}}(x-x_{0})+y_{0}.}
Tuy nhiên, tính giá trị chính xác của biểu thức này là không cần thiết, cần chú ý rằng y tăng từ y0 và sau mỗi bước chúng ta thêm vào x một đơn vị và thêm vào y giá trị của hệ số góc s = {\displaystyle (y_{1}-y_{0})/(x_{1}-x_{0})}. Hệ số góc s chỉ phụ thuộc vào các tọa độ điểm mút nên có thể tính trước được. Hơn nữa, ở mỗi bước chúng ta chọn làm một trong hai việc: hoặc là giữ nguyên y, hoặc là tăng y lên 1 đơn vị.
Có thể giải quyết việc lựa chọn này bằng cách lần theo giá trị sai số. Giá trị sai số là khoảng cách giữa giá trị y hiện tại và giá trị y chính xác đối với x hiện tại. Mỗi lần khi chúng ta tăng x, chúng ta sẽ tăng thêm vào giá trị sai số một đại lượng s, s là hệ số góc nói ở trên. Nếu sai số vượt quá 0.5, rasterization y sẽ được tăng thêm 1 (đường thẳng tiếp tục trên hàng raster bên dưới tiếp theo) và sai số giảm đi 1.0.
Trong mẫu mã giả dưới đây plot(x,y) vẽ một điểm và abs trả về giá trị tuyệt đối:
```
function
 line(x0, x1, y0, y1)

int
 deltax:= x1 - x0

int
 deltay:= y1 - y0

real
 error:= 0

real
 deltaerr:= deltay / deltax  // Giả định deltax!= 0 (đường thẳng không thẳng đứng),
 // chú ý: phép chia này cần được thực hiện sao cho nó có thể giữ lại phần thập phân

int
 y:= y0

for
 x 
from
 x0 
to
 x1
  plot(x,y)
  error:= error + deltaerr
  
if
 abs(error) ≥ 0.5 
then

  y:= y + 1
  error:= error - 1.0
```

## Tổng quát hóa
Phiên bản ở trên chỉ điều khiển đường đi xuống về bên phải. Tất nhiên mong muốn của chúng ta là có thể vẽ được tất cả các đường. Trường hợp đầu tiên cho phép chúng ta vẽ các đường có hệ số gốc dốc xuống nhưng có đầu ở hướng đối diện. Việc này rất đơn giản nhờ việc tráo các điểm khởi tạo nếu x0 > x1. Việc khó hơn là cần xác định làm cách nào để có thể vẽ các đường đi lên. Để làm việc này, chúng ta sẽ kiểm tra y0 ≥ y1 có đúng không; nếu đúng vậy, chúng ta sẽ thay đổi bước y bởi -1 thay vì 1. Sau cùng, chúng ta vẫn cần phải tổng quát hóa giải thuật để có thể vẽ các đường trong mọi hướng. Cho đến lúc này, chúng ta chỉ có thể vẽ các đường có hệ số góc nhỏ hơn 1. Để có thể vẽ các đường có hệ số góc lớn hơn (đường dốc hơn), chúng ta tận dụng thực tế là một đường dốc có thể được phản xạ qua đường thẳng y=x để nhận được một đường có hệ số góc (độ dốc) nhỏ. Hiệu ứng này là tráo đổi các biến x và y khắp nơi, bao gồm luôn việc tráo đổi các tham số để plot (vẽ, chấm điểm). Mã chương trình có thể trông như sau:
```
function
 line(x0, x1, y0, y1)

boolean
 steep:= abs(y1 - y0) > abs(x1 - x0)

if
 steep 
then

  swap(x0, y0)
  swap(x1, y1)

if
 x0 > x1 
then

  swap(x0, x1)
  swap(y0, y1)

int
 deltax:= x1 - x0

int
 deltay:= abs(y1 - y0)

real
 error:= 0

real
 deltaerr:= deltay / deltax

int
 ystep

int
 y:= y0

if
 y0 < y1 
then
 ystep:= 1 
else
 ystep:= -1

for
 x 
from
 x0 
to
 x1
  
if
 steep 
then
 plot(y,x) 
else
 plot(x,y)
  error:= error + deltaerr
  
if
 error ≥ 0.5 
then

  y:= y + ystep
  error:= error - 1.0
```

Bây giờ, hàm điều khiển tất cả các đường và thực hiện giải thuật Bresenham trọn vẹn.

## Tối ưu hóa
Phương pháp này có vấn đề ở chỗ các máy tính hoạt động tương đối chậm trên các số thập phân như error và deltaerr; hơn nữa, các sai số có thể được tích lũy qua nhiều phép cộng số thực (floating-point addition). Làm việc với số nguyên vừa nhanh hơn vừa chính xác hơn. Thủ thuật chúng ta sử dụng đó là nhân tất cả các số thập phân ở trên với deltax, việc này cho phép chúng ta biểu diễn chúng như các số nguyên. Vấn đề duy nhất còn lại đó là hằng số 0.5— để giải quyết việc này, chúng ta thay đổi việc khởi tạo biến error, và hoán đổi nó cho một tối ưu hóa bổ sung. Chương trình mới sẽ như sau:
```
function line(x0, x1, y0, y1)

boolean
 steep:= abs(y1 - y0) > abs(x1 - x0)

if
 steep 
then

  swap(x0, y0)
  swap(x1, y1)

if
 x0 > x1 
then

  swap(x0, x1)
  swap(y0, y1)

int
 deltax:= x1 - x0

int
 deltay:= abs(y1 - y0)

int
 error:= deltax / 2

int
 ystep

int
 y:= y0

if
 y0 < y1 
then
 ystep:= 1 
else
 ystep:= -1

for
 x 
from
 x0 
to
 x1
  
if
 steep 
then
 plot(y,x) 
else
 plot(x,y)
  error:= error - deltay
  
if
 error < 0 
then

  y:= y + ystep
  error:= error + deltax
```

## Đơn giản hóa
Có thể bỏ bớt hàm swap khi tính toán biến err ở cả hai hướng cùng lúc:
```
function line(x0, y0, x1, y1)
 dx:= abs(x1-x0)
 dy:= abs(y1-y0) 
 if x0 < x1 then sx:= 1 else sx:= -1
 if y0 < y1 then sy:= 1 else sy:= -1
 err:= dx-dy

 loop
setPixel(x0,y0)
if x0 = x1 and y0 = y1 exit loop
e2:= 2*err
if e2 > -dy then 
 err:= err - dy
 x0:= x0 + sx
end if
if e2 < dx then 
 err:= err + dx
 y0:= y0 + sy 
end if
 end loop
```

## Lịch sử
Thuật toán được phát triển bởi Jack E. Bresenham vào năm 1962 tại công ty IBM. Vào năm 2001 Bresenham đã viết:
| “           | Lúc đó, tôi đang làm việc trong lab tính toán tại Lab phát triển San Jose của IBM. Một Calcomp plotter đã được gắn với IBM 1401 qua console typewriter 1407. Giải thuật được ứng dụng trong sản xuất vào mùa hè năm 1962, có thể sớm hay muộn hơn một tháng. Các chương trình trong những ngày đó có thể được trao đổi tự do giữa các công ty nên Calcomp (Jim Newland và Calvin Hefte) đã copy. Khi tôi trở về Stanford vào mùa thu năm 1962, tôi đã để lại một bản copy trong thư viện trung tâm Stanford comp. Bản miêu tả của routine (đoạn chương trình) vẽ đường được chấp nhận trình bày ở hội nghị quốc gia ACM năm 1963 ở Denver, Colorado. Năm đó không có tập công trình nghiên cứu nào được công bố mà chỉ có chương trình nghị sự của các diễn giả và các đề tài được xuất-bản trong một ấn phẩm Truyền thông ACM (Communications of the ACM). Sau khi tôi trình bày xong, một người từ tạp chí IBM Systems Journal đã hỏi tôi có thể xuất bản bài báo đó được không. Tôi đã sung sướng đồng ý, và họ đã in nó vào năm 1965. | ” |
| — Bresenham | |   |

Giải thuật Bresenham sau đó được biến đổi để tạo ra các đường tròn, đôi khi nó được biết đến với tên gọi là "giải thuật đường tròn Bresenham" hay giải thuật điểm giữa đường tròn (tiếng Anh: midpoint circle algorithm).

## Các giải thuật tương tự
Giải thuật Bresenham có thể được hiểu là biến đổi nhỏ của thuật toán DDA (dùng 0.5 là ngưỡng sai số thay cho 0, phép raster hóa đa giác không chồng chập cần 0).
Nguyên tắc sử dụng sai số tăng thay cho phép tính chia có các ứng dụng khác trong đồ họa. Có thể dùng kĩ thuật này để tính các tọa độ U, V trong quá trình quét raster của kết cấu đa giác ánh xạ (texture mapped polygon). Các lõi phần mềm dựng hình heightmap voxel thấy trong các trò chơi máy tính cũng đã sử dụng nguyên tắc này.
Bresenham cũng đã công bố giải thuật tính toán Run-Slice (trái ngược với Run-Length).
Một mở rộng của giải thuật Bresenham để điều khiển các đường có bề dày được tạo ra bởi Alan Murphy ở IBM.